# Corin Akl Jáuregui
Corin Akl Jáuregui (sinh ngày 26 tháng 8 năm 1966) là một nhà soạn nhạc, nghệ sĩ piano và nhà giáo dục người Venezuela.
Là một người gốc ở Venezuela, Akl Jauregui bắt đầu nghiên cứu của mình tại Conservatorio Nacional de Música Juan José Landaeta vào năm 1975. Ở đó, cô lấy lý thuyết âm nhạc và solfeggio dưới thời Esther Calatrava, Carmen Defendini và Rubén Alfonzo; cô đã nghiên cứu phản biện, sáng tác và phân tích với Juan Francisco Sans, và hòa hợp với Violeta Lárez. Tại Escuela de Música José Ángel Lamas cô đã nghiên cứu lịch sử âm nhạc và thẩm mỹ dưới thời Walter Guido, tham gia các bài học về nhạc thính phòng với Marisela González và Jaime Martinez. Cô đã dạy nhạc tại Escuela de Música Ars Nova và Escuela de Música Pablo Castellanos tại thành phố quê hương của cô. Sản phẩm đầu ra của cô bao gồm phần lớn nhạc thính phòng, bao gồm nhiều tác phẩm dành cho piano. Cô cũng đã làm việc tại Thư viện Quốc gia Venezuela trong suốt sự nghiệp của mình.